# Alsóbogát
Alsóbogát (vyslovováno [alšóbogát]) je malá vesnička v Maďarsku v župě Somogy, spadající pod okres Kaposvár. Vznikla v roce 1994 odtržením od obce Edde. Nachází se asi 15 km severozápadně od Kaposváru. V roce 2015 zde žilo 239 obyvatel, z nichž jsou 95,2 % Maďaři, 8,8 % Romové, 0,8 % Němci, 0,8 % Řekové, 0,4 % Chorvati a 0,4 % Slováci.
Jedinou sousední vesnicí je Somogyjád.